# 韓國23歲以下國家足球隊
大韓民國23歲以下國家足球隊（Korea Republic national under-23 football team），在奧運會和亞運會中代表南韓參加足球比賽。
這支球隊主要包括22歲以下和21歲以下的陣容。在2012年夏季奧運會中獲銅牌、2014年亞運會及2018年亞運會獲金牌的國家隊能豁免兵役。
韓國在1988年奧運以主辦國身份晉級，但在小組賽出局。
2012年奧運，韓國首次晉級四強，在季軍戰以2-0擊敗日本奪得季軍，為隊史奧運最佳成績。2024年亞足聯U-23亞洲盃四分之一決賽，韓國在常規時間2-2打平印尼，但在隨後的PK大戰中10-11不敵印尼，失去了參加2024年奧運的參賽資格，為36年來首次缺席奧運。

## 外部連結
- 韓國足球協會 （页面存档备份，存于）－官方網站  
- 韓國代表隊 Korea Republic （页面存档备份，存于）－FIFA  （英文）